# British Rail Class 377
British Rail Class 377 "Electrostar" - typ elektrycznych zespołów trakcyjnych, produkowanych przez zakłady firmy Bombardier Transportation w Derby, należących do rodziny pociągów Electrostar (inne jednostki z tej rodziny to British Rail Class 357, British Rail Class 375 i British Rail Class 376). Dotychczas dostarczono 154 zestawy tego typu, zaś dodatkowych 28 powstało w wyniku przebudowy składów typu British Rail Class 357. Wszystkie eksploatuje obecnie firma Southern. Obecnie producent jest w trakcie realizacji zamówienia na kolejne 23 składy, które również trafią do Southern. 

## Linki zewnętrzne

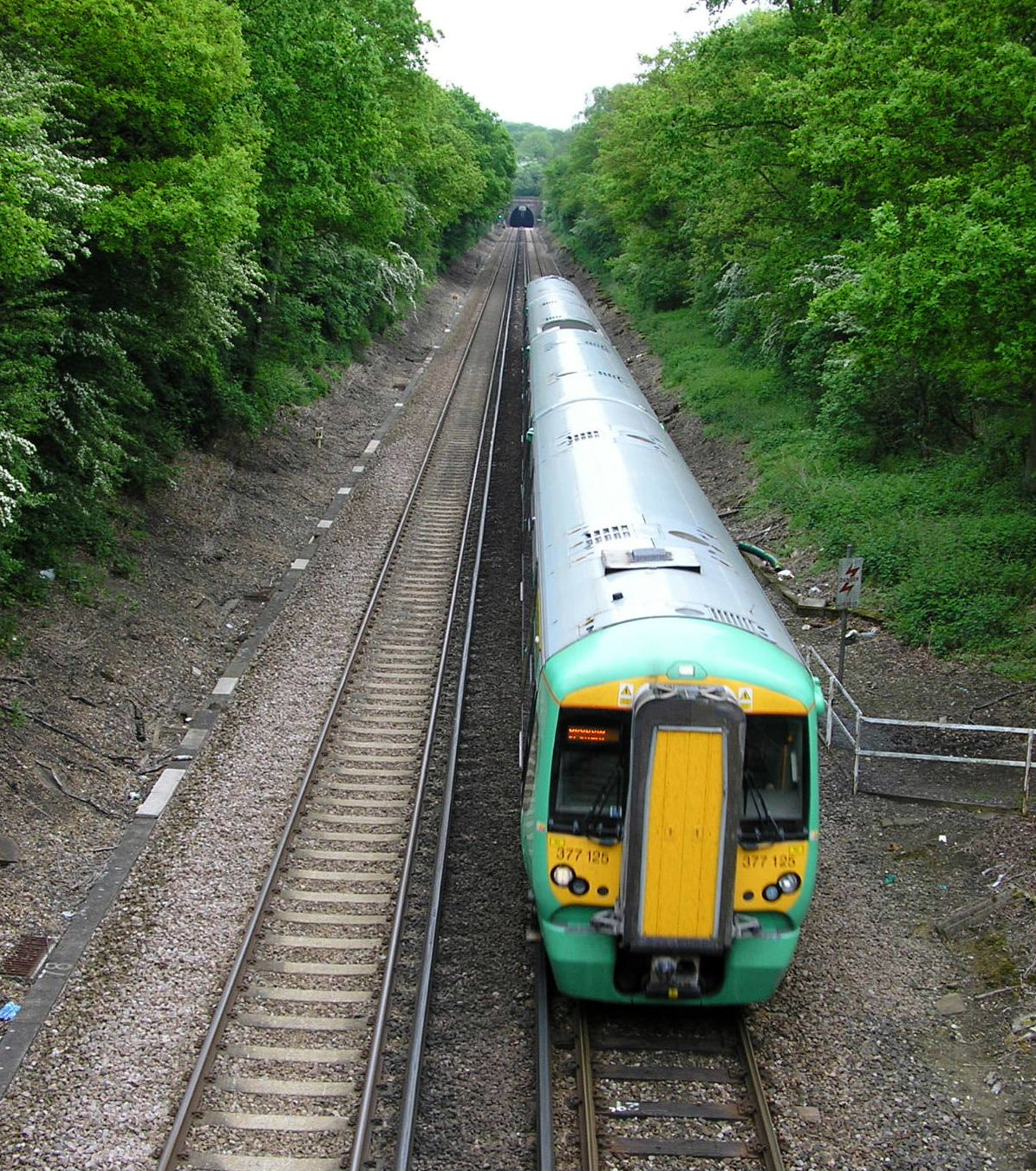
Pociąg na trasie